# STS-98
STS-98 — космический полёт MTKK «Атлантис» по программе «Спейс Шаттл» (102-й полёт программы). Атлантис стартовал 7 февраля 2001 года из Космического центра Кеннеди в штате Флорида. Основной задачей являлась доставка на Международную космическую станцию (МКС) лабораторного модуля «Дестини».

## Экипаж
- (НАСА): Кеннет Кокрелл (4)[5] — командир;
- (НАСА): Марк Полански (1) — пилот;
- (НАСА): Роберт Кербим-мл (2) — специалист полёта-1;
- (НАСА): Марша Айвинс (5) — специалист полёта-2, бортинженер;
- (НАСА): Томас Джоунс (4) — специалист полёта-3;

## Параметры полёта
- Масса аппарата
  - при старте — 115 529 кг;
  - при посадке — 90 225 кг;
- Грузоподъёмность — 14 515 кг;
- Наклонение орбиты — 51,6°;
- Период обращения — 92,0 мин;
- Перигей — 365 км;
- Апогей — 378 км[3].

## Выходы в космос
- 10 февраля c 15:50 до 23:24 (UTC), длительность 7 часов 34 минуты — астронавты Томас Джоунс и Роберт Кербим. Обеспечение переноса и пристыковки Лабораторного модуля, стыковка разъемов СЭП и СТР.
- 12 февраля c 15:59 до 22:49 (UTC), длительность 6 часов 50 минут — астронавты Томас Джоунс и Роберт Кербим. Обеспечение переноса и пристыковки герметичного стыковочного переходника PMA-2 (PMA-2 был перестыкован на передний порт нового модуля, а сама «Дестини» заняла его место на переднем порту «Юнити»[6]), установка гнезда PDGF.
- 14 февраля c 14:48 до 20:13 (UTC), длительность 5 часов 25 минут — астронавты Томас Джоунс и Роберт Кербим. Установка антенной сборки SASA, отработка эвакуации астронавта.